# Avenue de la Dame-Blanche
Ne doit pas être confondu avec Route de la Dame-Blanche.
L’avenue de la Dame-Blanche est une avenue située dans 12e arrondissement à la limite de  Fontenay-sous-Bois. 

## Situation et accès
Cette voie est prolongée dans le bois de Vincennes, par la route de la Dame-Blanche.

## Articles connexes

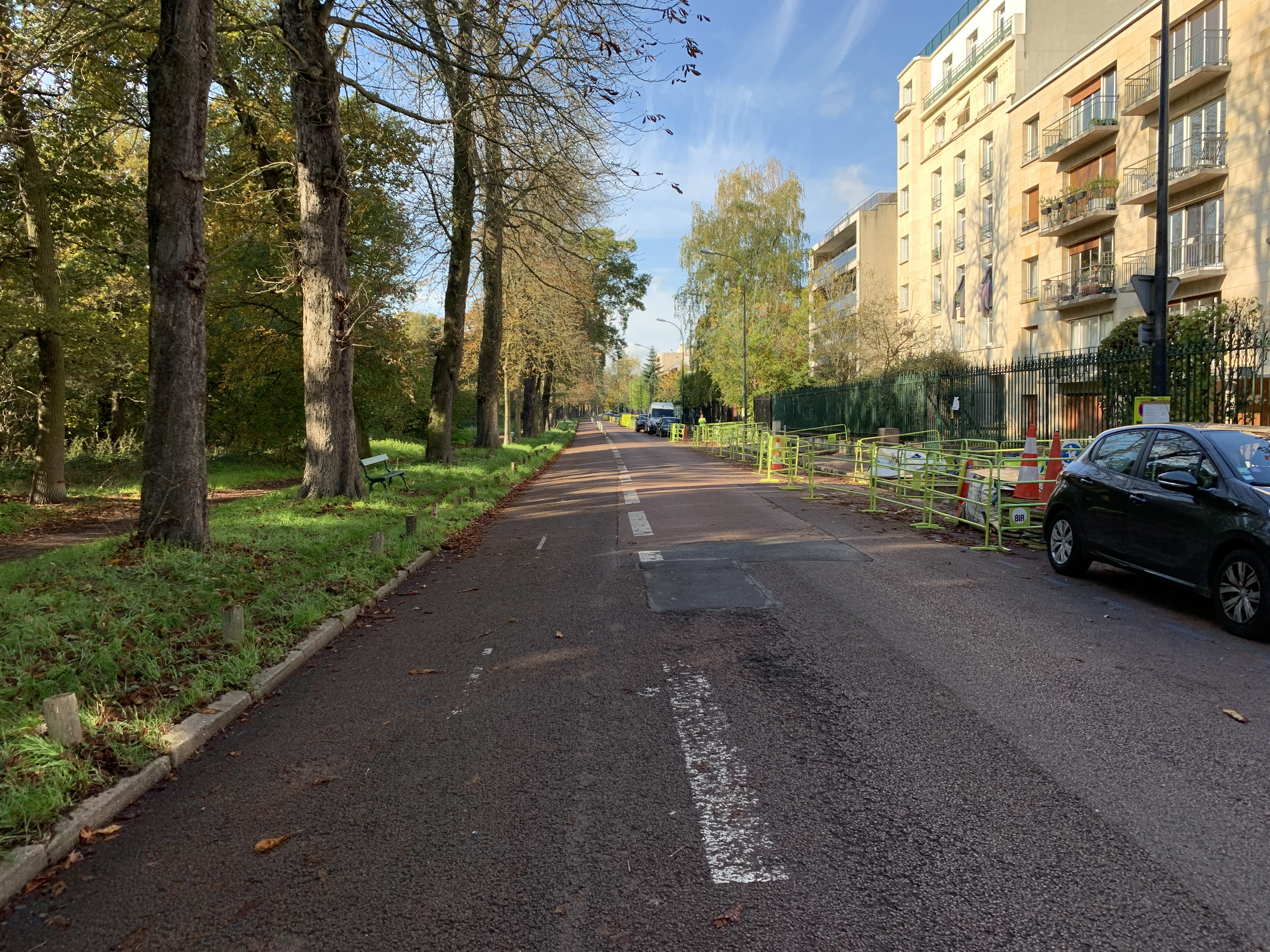
Avenue de la Dame-Blanche.